# 束本

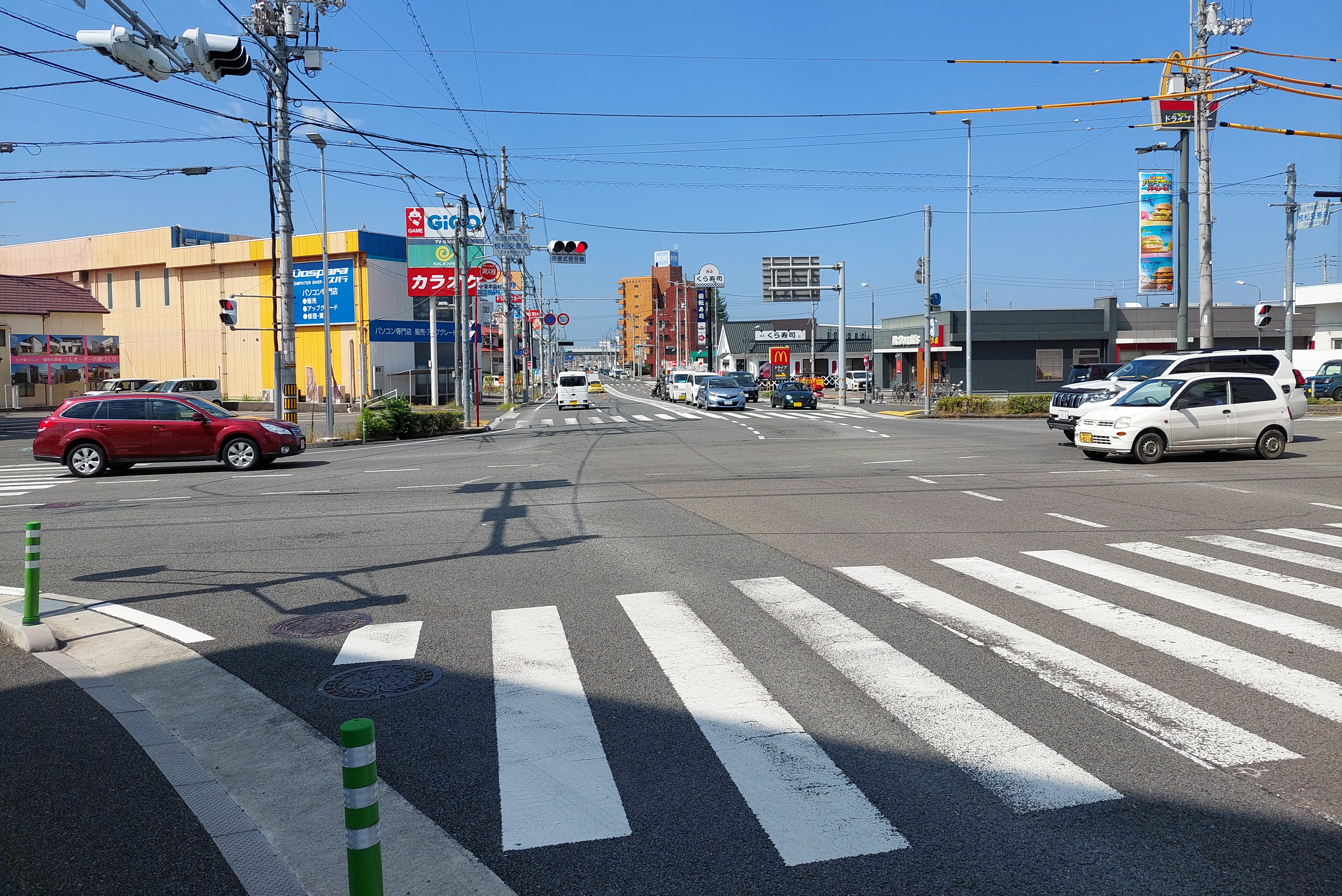
束本交差点

束本（つかもと）は愛媛県松山市の地名。現行行政地名は束本一丁目から束本二丁目。2012年1月1日現在の人口は1,164人、世帯数は653世帯。郵便番号は790ｰ0916。

## 地理
松山市東部に位置する。
枝松、松末、桑原と接している。

## 校区
市立の小・中学校に通う場合、束本一丁目は桑原小学校、二丁目は福音小学校、桑原中学校の学区となる。

## 交通
松山環状線（東部）が走る。

## 施設
- 公共施設　束本公民館
- 金融機関　愛媛信用金庫東環状束本支店
- 店舗　サニーマート束本店、コープえひめ束本店、スーパー日東束本店、ダイソー束本店、宮脇書店束本店